# نیویورک دیلی میرور
نیویورک دیلی میرور (انگلیسی: New York Daily Mirror) روزنامه نیم‌قطع صبحگاهی آمریکایی بود که برای نخستین بار در ۲۴ ژوئن ۱۹۲۴ توسط سازمان ویلیام راندولف هرست در مقابل روزنامه‌های قطع بزرگ جریان اصلی، ایونینگ ژورنال و نیویورک امریکن که بعداً در نیویورک ژورنال-امریکن ادغام شدند، منتشر شد. این نشریه برای رقابت با نیویورک دیلی نیوز که در آن زمان روزنامه‌ای پرتیراژ و نیز پرتیراژترین روزنامه در ایالات متحده بود، ایجاد شد. هرست فرمت صفحهٔ بزرگ را ترجیح داد و میرور را در سال ۱۹۲۸ به یکی از همکارانش فروخت. او در سال ۱۹۳۲ دوباره آن را خریداری کرد.